# Arahuetes
Arahuetes település Spanyolországban, Segovia tartományban. Arahuetes Pedraza, Santiuste de Pedraza, Cubillo, Valdevacas y Guijar, Arevalillo de Cega, Rebollo és Valleruela de Pedraza községekkel határos. Lakosainak száma 31 fő (2024).

## Népesség
A település népessége az elmúlt években az alábbi módon változott:
| Lakosok száma | 44   | 54   | 57   | 51   | 43   | 42   | 41   | 30   | 26   | 31   |
|               | 2001 | 2004 | 2007 | 2009 | 2012 | 2014 | 2017 | 2019 | 2022 | 2024 |